# Oteroa paraibana
Oteroa paraibana är en insektsart som beskrevs av Christiane Amédégnato och Marius Descamps 1979. Oteroa paraibana ingår i släktet Oteroa och familjen gräshoppor. Inga underarter finns listade i Catalogue of Life.